# Litouwen op de Olympische Zomerspelen 1996
Litouwen nam deel aan de Olympische Zomerspelen 1996 in Atlanta, Verenigde Staten. Het was de vierde deelname van de Baltische republiek aan de Olympische Zomerspelen en de tweede sinds de ontmanteling van de Sovjet-Unie.

## Medailleoverzicht
| Sport     | Olympiër | Onderdeel | Medaille |
| --------- | --- | --------- | -------- |
| Basketbal | Arvydas Sabonis Šarūnas Marčiulionis Rimas Kurtinaitis Gintaras Einikis Artūras Karnišovas Darius Lukminas Saulius Štombergas Eurelijus Žukauskas Mindaugas Žukauskas Andrius Jurkūnas Rytis Vaišvila Tomas Pačėsas | mannen    | Brons    |

## Deelnemers en resultaten

### Atletiek
| Olympiër              | Discipline             | Resultaat | Prestatie                                                       |
| --------------------- | ---------------------- | --------- | --------------------------------------------------------------- |
| Pavelas Fedorenka     | marathon (m)           | 70e       | 2:25.41                                                         |
| Česlovas Kundrotas    | marathon (m)           | DNF       | niet gefinisht                                                  |
| Dainius Virbickas     | marathon (m)           | DNF       | niet gefinisht                                                  |
| Valdas Kazlauskas     | 20km snelwandelen (m)  | 44e       | 1:28.33                                                         |
| Daugvinas Zujus       | 50km snelwandelen (m)  | 35e       | 4:23.35                                                         |
| Audrius Raizgys       | hink-stap-springen (m) | 23e       | kwalificatie: 23ste met 16,38m                                  |
| Virgilijus Alekna     | discuswerpen (m)       | 5e        | kwalificatie: 2de met 64,50m finale: 5de met 65,30m             |
| Vaclavas Kidykas      | discuswerpen (m)       | 8e        | kwalificatie: 7de met 62,74m finale: 7de met 62,78m             |
| Saulius Kleiza        | kogelstoten (m)        | 30e       | kwalificatie: 30ste met 18,21m                                  |
|                       |                        |           |                                                                 |
| Stefanija Statkuvienė | marathon (v)           | 40e       | 2:39.58                                                         |
| Sonata Milušauskaitė  | 10km snelwandelen (v)  | 37e       | 48.05                                                           |
| Nelė Savickytė        | hoogspringen (v)       | 5e        | kwalificatie groep B: 1ste met 1,93m finale: 5de met 1,96m (NR) |
| Rita Ramanauskaitė    | speerwerpen (v)        | 22e       | kwalificatie groep B: 10de met 56,94m                           |
| Remigija Nazarovienė  | zevenkamp (v)          | 10e       | 6254 punten                                                     |

### Basketbal
| Olympiër | Discipline | Resultaat | Prestatie |
| --- | ---------- | --------- | --- |
| Arvydas Sabonis Šarūnas Marčiulionis Rimas Kurtinaitis Gintaras Einikis Artūras Karnišovas Darius Lukminas Saulius Štombergas Eurelijus Žukauskas Mindaugas Žukauskas Andrius Jurkūnas Rytis Vaišvila Tomas Pačėsas | mannen     | Brons     | groep A: 2de W van Kroatië: 83-81 V van Argentinië: 61-65 V van Verenigde Staten: 82-104 W van Angola: 85-49 W van China: 116-55 kwartfinale: W van Griekenland: 99-66 halve finale: V van Joegoslavië: 58-66 bronzen finale: W van Australië: 80-74 |

| Groep A |                  |             |             |             |        |        |        |        |
| #       | Land             | Wedstrijden | Wedstrijden | Wedstrijden | Punten | Punten | Punten | Punten |
| #       | Land             | G           | W           | V           | V      | T      | Saldo  | Punten |
| 1       | Verenigde Staten | 5           | 5           | 0           | 522    | 345    | +177   | 10     |
| 2       | Litouwen         | 5           | 3           | 2           | 427    | 354    | +73    | 8      |
| 3       | Kroatië          | 5           | 3           | 2           | 422    | 386    | +36    | 8      |
| 4       | China            | 5           | 2           | 3           | 360    | 502    | -142   | 7      |
| 5       | Argentinië       | 5           | 2           | 3           | 351    | 396    | -45    | 7      |
| 6       | Angola           | 5           | 0           | 5           | 280    | 379    | -199   | 5      |

| Ronde          | Datum   | Plaats      | Land   | Score            | Land |
| -------------- | ------- | ----------- | ------ | ---------------- | ---- |
| Groepsfase     |         |             |        |                  |      |
| 20 juli        | Atlanta | Litouwen    | 83-81  | Kroatië          |      |
| 22 juli        | Atlanta | Argentinië  | 65-61  | Litouwen         |      |
| 24 juli        | Atlanta | Litouwen    | 82-104 | Verenigde Staten |      |
| 26 juli        | Atlanta | Angola      | 49-85  | Litouwen         |      |
| 28 juli        | Atlanta | China       | 55-116 | Litouwen         |      |
| Kwartfinale    |         |             |        |                  |      |
| 30 juli        | Atlanta | Litouwen    | 99-66  | Griekenland      |      |
| Halve finale   |         |             |        |                  |      |
| 1 augustus     | Atlanta | Joegoslavië | 66-58  | Litouwen         |      |
| Bronzen finale |         |             |        |                  |      |
| 3 augustus     | Atlanta | Litouwen    | 80-74  | Australië        |      |

### Boksen
| Olympiër                | Discipline | Resultaat | Prestatie                                                                                     |
| ----------------------- | ---------- | --------- | --------------------------------------------------------------------------------------------- |
| Vitalijus Karpačiauskas | -67kg (m)  | 9e        | 1ste ronde: W van TAN Mzonge: 9-1 2de ronde: V van TUN Chater: scheidsrechterlijke beslissing |

### Gewichtheffen
| Olympiër            | Discipline | Resultaat | Prestatie                                                      |
| ------------------- | ---------- | --------- | -------------------------------------------------------------- |
| Ramūnas Vyšniauskas | -91kg (v)  | 17e       | trekken: 23ste met 140kg stoten: 23ste met 175kg totaal: 315kg |

### Gymnastiek
| Olympiër               | Discipline      | Resultaat | Prestatie                             |
| Ritmisch               | Ritmisch        | Ritmisch  | Ritmisch                              |
| ---------------------- | --------------- | --------- | ------------------------------------- |
| Kristina Kliukevičiūtė | individueel (v) | 10e       | kwalificatie: 37ste met 35,747 punten |

### Judo
| Olympiër               | Discipline | Resultaat | Prestatie |
| ---------------------- | ---------- | --------- | --- |
| Algimantas Merkevičius | -86kg (m)  | 7e        | 1ste ronde: vrij 2de ronde: W van TPE Wu: koka 3de ronde: W van USA Olson: ippon kwartfinale: V van UZB Bagdasarov: waza-ari herkansingen: V van RUS Maltsev: koka |

### Kanovaren
| Olympiër                        | Discipline    | Resultaat | Prestatie                                                                               |
| ------------------------------- | ------------- | --------- | --------------------------------------------------------------------------------------- |
| Vidas Kupčinskas Vaidas Mizeras | K-2 500m (m)  | 15e       | serie 2: 5de in 1.36,685 herkansingen: 3de in 1.40,500 halve finale 1: 8ste in 1.32,693 |
| Vidas Kupčinskas Vaidas Mizeras | K-2 1000m (m) | 16e       | serie 3: 7de in 3.51,842 herkansingen: 4de in 3.38,428 halve finale 2: 8ste in 3.24,462 |

### Moderne vijfkamp
| Olympiër               | Discipline | Resultaat | Prestatie   |
| ---------------------- | ---------- | --------- | ----------- |
| Andrejus Zadneprovskis | mannen     | 13e       | 5363 punten |

### Roeien
| Olympiër                      | Discipline      | Resultaat | Prestatie |
| ----------------------------- | --------------- | --------- | --- |
| Juozas Bagdonas Einius Petkus | twee-zonder (m) | 10e       | serie 1: 5de in 6.42,95 herkansingen: 2de in 7.10,47 halve finale 1: 5de in 6.57,75 finale B: 4de in 6.38,12 |
|                               |                 |           | |
| Birutė Šakickienė             | skiff (v)       | 14e       | serie 1: 4de in 8.21,78 herkansingen: 4de in 8.41,08 finale C: 2de in 8.17,80                                |

### Schietsport
| Olympiër             | Discipline      | Resultaat | Prestatie                                    |
| -------------------- | --------------- | --------- | -------------------------------------------- |
| Daina Gudzinevičiūtė | dubbel-trap (v) | 10e       | kwalificatie: 10de met 101 punten (32-35-34) |

### Tafeltennis
| Olympiër          | Discipline    | Resultaat | Prestatie                                                                           |
| ----------------- | ------------- | --------- | ----------------------------------------------------------------------------------- |
| Rūta Garkauskaitė | enkelspel (v) | 17e       | groep N: 2de V van ROU Badescu: 1-2 W van IND Radhika: 2-0 W van NED Vrieskoop: 2-1 |

### Wielersport
| Olympiër                                                                 | Discipline                    | Resultaat | Prestatie                                                              |
| Baan                                                                     | Baan                          | Baan      | Baan                                                                   |
| ------------------------------------------------------------------------ | ----------------------------- | --------- | ---------------------------------------------------------------------- |
| Arturas Kasputis                                                         | individuele achtervolging (m) | 10e       | kwalificatie: 10de in 4.33,748                                         |
| Remigijus Lupeikis                                                       | puntenkoers (m)               | 13e       | 4 punten                                                               |
| Arturas Kasputis Remigijus Lupeikis Mindaugas Umaras Arturas Trumpauskas | ploegenachtervolging (m)      | 11e       | kwalificatie: 11de in 4.16,050                                         |
|                                                                          |                               |           |                                                                        |
| Rita Razmaitė                                                            | sprint (v)                    | 13e       | kwalificatie: 13de in 11,971                                           |
| Rasa Mažeikytė                                                           | individuele achtervolging (v) | 6e        | kwalificatie: 7de in 3.43,590 kwartfinale: V van FRA Clignet: 3.42,129 |
| Rasa Mažeikytė                                                           | puntenkoers (v)               | DNF       | niet gefinsht                                                          |
| Weg                                                                      |                               |           |                                                                        |
| Arturas Kasputis                                                         | tijdrit (m)                   | 21e       | 1:07.47                                                                |
| Remigijus Lupeikis                                                       | tijdrit (m)                   | 28e       | 1:11.03                                                                |
| Linas Balčiūnas                                                          | wegwedstrijd (m)              | DNF       | niet gefinisht                                                         |
| Remigijus Lupeikis                                                       | wegwedstrijd (m)              | 95e       | 4:56.52                                                                |
| Jonas Romanovas                                                          | wegwedstrijd (m)              | DNF       | niet gefinisht                                                         |
| Raimondas Rumšas                                                         | wegwedstrijd (m)              | DNF       | niet gefinisht                                                         |
| Raimondas Vilčinskas                                                     | wegwedstrijd (m)              | DNF       | niet gefinisht                                                         |
|                                                                          |                               |           |                                                                        |
| Jolanta Polikevičiūtė                                                    | tijdrit (v)                   | 7e        | 38.27                                                                  |
| Rasa Polikevičiūtė                                                       | tijdrit (v)                   | 12e       | 38.53                                                                  |
| Jolanta Polikevičiūtė                                                    | wegwedstrijd (v)              | 5e        | 2:37.06                                                                |
| Rasa Polikevičiūtė                                                       | wegwedstrijd (v)              | 12e       | 2:37.06                                                                |
| Diana Žiliūtė                                                            | wegwedstrijd (v)              | DNF       | niet gefinisht                                                         |

### Worstelen
| Olympiër             | Discipline  | Resultaat   | Prestatie |
| Vrije stijl          | Vrije stijl | Vrije stijl | Vrije stijl |
| -------------------- | ----------- | ----------- | --- |
| Ričardas Pauliukonis | -90kg (v)   | 9e          | 1ste ronde: W van ASA Purcell: 11-0 2de ronde: V van USA Douglas: 0-5 herkansingen: W van PAK Bhala: 12-0 herkansingen 2: V van GEO Kurtanidze: 1-5 |
| Grieks-Romeins       |             |             | |
| Ruslanas Vartanovas  | -52kg (v)   | 14e         | 1ste ronde: V van KAZ Dyusenov: 1-4 herkansingen: W van NGR Godswill: 4-0 herkansingen 2: V van GER Ter-Mkrtchyan: 0-8                              |
| Remigijus Šukevičius | -57kg (v)   | 12e         | 1ste ronde: V van UKR Khakymov: 1-5 herkansingen: W van TUN Salhi: 11-0 herkansingen 2: V van GRE Elgkian: 5-6                                      |

### Zwemmen
| Olympiër                                                             | Discipline            | Resultaat | Prestatie                                           |
| -------------------------------------------------------------------- | --------------------- | --------- | --------------------------------------------------- |
| Raimundas Mažuolis                                                   | 50m vrije slag (m)    | 18e       | serie 7: 6de in 22,98                               |
| Raimundas Mažuolis                                                   | 100m vrije slag (m)   | DNF       | serie 2: 1ste in 50,27                              |
| Darius Grigalionis                                                   | 100m rugslag (m)      | 13e       | serie 4: 1ste in 56,20 (NR) finale B: 5de in 56,33  |
| Mindaugas Špokas                                                     | 100m rugslag (m)      | 29e       | serie 7: 7de in 57,20                               |
| Arūnas Savickas                                                      | 200m rugslag (m)      | 22e       | serie 2: 1ste in 2.04,38                            |
| Nerijus Beiga                                                        | 100m schoolslag (m)   | 28e       | serie 3: 4de in 1.04,45                             |
| Nerijus Beiga                                                        | 200m schoolslag (m)   | 31e       | serie 2: 8ste in 2.23,40                            |
| Mindaugas Bružas                                                     | 100m vlinderslag (m)  | 54e       | serie 1: 3de in 57,10                               |
| Mindaugas Bružas                                                     | 200m schoolslag (m)   | 32e       | serie 2: 2de in 2.03,76                             |
| Darius Grigalionis Nerijus Beiga Mindaugas Bružas Raimundas Mažuolis | 4x100m wisselslag (m) | 18e       | serie 2: 4de in 3.51,31                             |
|                                                                      |                       |           |                                                     |
| Laura Petrutytė                                                      | 50m vrije slag (v)    | 16e       | serie 4: 1ste in 26,13 (NR) finale B: 8ste in 26,36 |
| Dita Želvienė                                                        | 50m vrije slag (v)    | 31e       | serie 5: 8ste in 26,55                              |
| Dita Želvienė                                                        | 100m vrije slag (v)   | 38e       | serie 4: 8ste in 58,57                              |
| Laura Petrutytė                                                      | 200m vrije slag (v)   | 41e       | serie 1: 2de in 2.09,78                             |
| Dita Želvienė                                                        | 100m vlinderslag (v)  | 39e       | serie 1: 2de in 1.04,63                             |

Afghanistan · Albanië · Algerije · Amerikaanse Maagdeneilanden · Amerikaans-Samoa · Andorra · Angola · Antigua‑Barbuda · Argentinië · Armenië · Aruba · Australië · Azerbeidzjan · Bahama's · Bahrein · Bangladesh · Barbados · België · Belize · Benin · Bermuda · Bhutan · Bolivia · Bosnië en Herzegovina · Botswana · Brazilië · Britse Maagdeneilanden · Brunei · Bulgarije · Burkina Faso · Burundi · Cambodja · Canada · Centraal-Afrikaanse Republiek · Chili · China · Chinees Taipei · Colombia · Comoren · Congo-Brazzaville · Cookeilanden · Costa Rica · Cuba · Cyprus · Denemarken · Djibouti · Dominica · Dominicaanse Republiek · Duitsland · Ecuador · Egypte · El Salvador · Equatoriaal-Guinea · Estland · Ethiopië · Fiji · Filipijnen · Finland · Frankrijk · Gabon · Gambia · Georgië · Ghana · Grenada · Griekenland · Groot-Brittannië · Guam · Guatemala · Guinee · Guinee-Bissau · Guyana · Haïti · Honduras · Hongarije · Hongkong · Ierland · IJsland · India · Indonesië · Irak · Iran · Israël · Italië · Ivoorkust · Jamaica · Japan · Jemen · Joegoslavië · Jordanië · Kaaimaneilanden · Kaapverdië · Kameroen · Kazachstan · Kenia · Kirgizië · Koeweit · Kroatië · Laos · Lesotho · Letland · Libanon · Liberia · Libië · Liechtenstein · Litouwen · Luxemburg ·  Macedonië · Madagaskar · Malawi · Malediven · Maleisië · Mali · Malta · Marokko · Mauritanië · Mauritius · Mexico · Moldavië · Monaco · Mongolië · Mozambique · Myanmar · Namibië · Nauru · Nederland · Nederlandse Antillen · Nepal · Nicaragua · Nieuw-Zeeland · Niger · Nigeria · Noord-Korea · Noorwegen · Oeganda · Oekraïne · Oezbekistan · Oman · Oostenrijk · Pakistan · Palestina · Panama · Papoea-Nieuw-Guinea · Paraguay · Peru · Polen · Portugal · Puerto Rico · Qatar · Roemenië · Rusland · Rwanda · Saint Kitts en Nevis · Saint Lucia · Saint Vincent en Grenadines · Salomonseilanden · Samoa · San Marino · Sao Tomé en Principe · Saoedi-Arabië · Senegal · Seychellen · Sierra Leone · Singapore · Slovenië · Slowakije · Soedan · Somalië · Spanje · Sri Lanka · Suriname · Swaziland · Syrië · Tadzjikistan · Tanzania · Thailand · Togo · Tonga · Trinidad en Tobago · Tsjaad · Tsjechië · Tunesië · Turkije · Turkmenistan · Uruguay · Vanuatu · Venezuela · Verenigde Arabische Emiraten · Verenigde Staten · Vietnam · Wit-Rusland · Zaïre · Zambia · Zimbabwe · Zuid-Afrika · Zuid-Korea · Zweden · Zwitserland